# ネッド・マドレル
エドワード・“ネッド”・マドレル (Edward “Ned” Maddrell、 1877年 – 1974年12月27日) はマン島出身の漁師で、マン島語の最後の母語話者であった。

## 概要
セイジ・キンヴィグ夫人 (Sage Kinvig, c. 1870 1870–1962) の死後、マドレルは、子ども時代からマンクス・ゲール語（マン島語）を話していたと言える最後の人物となった（ある典拠によると、マドレルはマン島語を学ぶまえに若干の英語の知識をもっており、大おばからマン島語を学んだという）。なお、後年になってマン島語を学び第二言語としてこれを話す者は数人いた。
マドレルは言語学的保存のために彼の会話のいくつかを録音した。たとえば、1948年に彼は漁について以下のように記録した。
Dooyrt "Ballooilley" rish:
“Ballooilley” は彼に言った：
"Vel ny partanyn snaue, Joe?"
「カニは泳いでいるかい、ジョー？」
"Cha nel monney, cha nel monney," dooyrt Joe. "T'ad feer ghoan."
「多くはない、多くはない」とジョーは言った。「それらはとても少ない」
1960年ころからのマン島語の衰退について述べた新聞記事（マドレルの年齢は82歳とされていた）はマドレルに言及・引用している。当時彼はキンヴィグと並んでたった2人の母語話者だったためである。
13歳で海に出たネッド・マドレルは、ブリテン島の船に乗りゲール語を話す船乗りたちと話すことで自分のマン島語を「生きた」ままにできることを知った。「マン島語を話さないかぎりつんぼでおしで誰の役にも立たない」という人里離れた村クレグニーシュ (Cregneash) で育った。町ではそのようなことはなかった。「そこでは誰も、よく話せる人でさえもマン島語を話したがらなかった。彼らは恥ずかしがっていたらしい。『それは一銭の得にもならなかろう』と彼らは言った」。ネッドは快活な老人であり、やや難聴を患ってはいたが、最後の母語話者としての自分の役割にとても誇りをもっている。「彼らはマン島の、アイルランドの、アメリカの、そしてあなたがたが聞いたこともない場所の伝説や物語を語った私のテープ録音をもっている」と彼は語った。
ほかの何人かの母語話者とは対照的に、マドレルはちょっとした有名人の立場を楽しんでいたようで、レスリー・クワークやブライアン・ストーウェルのような年若い言語復興論者たちに喜んで教えた。アイルランドの首相エイモン・デ・ヴァレラが島を訪問したとき、彼は個人的にネッドを訪ねた。デ・ヴァレラは数年前、イギリスおよびマン島政府がマン島語の消滅に対して行動しないことに憤っており、失われるものを保存するためにアイルランド民俗委員会 (Irish Folklore Commission) から録音機材を伴ったチームを派遣していた。